# Ulf Jonsson (religionsfilosof)
Bror Ulf Jonsson, född 27 januari 1960 i Eskilstuna, är en svensk religionsfilosof. Jonsson är jesuitpater, docent i religionsfilosofi vid Uppsala Universitet och sedan 2013 professor i religionsfilosofi vid Newmaninstitutet i Uppsala samt chefredaktör för tidskriften Signum.
Ulf Jonsson studerade teologi, latin och religionsfilosofi vid Uppsala universitet och filosofi och teologi i Tyskland, bland annat vid Hochschule für Philosophie i München samt vid Boston College.
Han disputerade i religionsfilosofi vid Uppsala universitet 1999 med en avhandling som analyserade Bernard Lonergans argument för Guds existens, Foundations for Knowing God. Avhandlingen analyserar huruvida Lonergans argument är fundamentistiskt eller anti-fundamentistiskt. Detta är två kunskapsteoretiska positioner och ska inte förväxlas med fundamentalism. Skillnaden mellan dessa positioner ligger i huruvida man anser att rationellt berättigad kunskap ytterst sett kan, och måste, härledas till absolut säkra utgångspunkter (enligt fundamentismen) eller om detta inte är möjligt (enligt anti-fundamentismen). Jonsson menar att Lonergans position inte är fundamentistisk i en strikt ("proper") mening, utan enbart i en utvidgad mening. Avhandlingen innehåller även en genomgång av Lonergans övriga filosofi, inte minst hans kognitionsteori.